# مارتن فيلايونغا
مارتن فيلايونغا (بالإسبانية: Martín Vilallonga)‏ (8 أكتوبر 1970 في محافظة مندوزا في الأرجنتين - )؛ هو لاعب كرة قدم سابق كان يلعب كمهاجم.

## وصلات خارجية
- مارتن فيلايونغا على موقع رابطة كرة القدم اليابانية للمحترفين (اليابانية)
- مارتن فيلايونغا على موقع قاعدة بيانات كرة القدم.إي يو (الإنجليزية)
- مارتن فيلايونغا على موقع Soccerway.com (الإنجليزية)
- مارتن فيلايونغا على موقع عالم كرة القدم.نت (الإنجليزية)